# Сейшас
Сейшас (порт. Ponta do Seixas) — пляж на северо-восточном побережье Бразилии.
Сейшас находится в 8 км юго-восточнее центра столицы Параибы города Жуан-Песоа. Это самая восточная точка не только континентальной Бразилии, но и всей Южной Америки. На соседнем мысе Кабу-Бранку установлен маяк, на котором есть знак самой восточной точки материка, но этот мыс находится в километре северо-западнее.
Мыс представляет скалу высотой до 100 м, окружённую песчаными пляжами. Климат — тропический (категория Aw), с обильными осадками (пик — апрель-август).